# Външна политика на САЩ
Външна политика на САЩ са политиката и взаимодействията на САЩ с други държави, и полаганите стандарти за тези взаимодействия за американските организации, корпорации и индивидуални граждани. Официално положените цели на външната политика на САЩ, както са споменати в Дневния ред на външната политика на Държавния департамент на САЩ са „да се построи и поддържа демократичен, сигурен и проспериращ свят за ползата на американските граждани и международната общност.“